# Schiedeella fragrans
Schiedeella fragrans är en orkidéart som beskrevs av Dariusz Lucjan Szlachetko. Schiedeella fragrans ingår i släktet Schiedeella och familjen orkidéer. Inga underarter finns listade i Catalogue of Life.